# UFC 109
UFC 109: Relentless var en mixed martial arts-gala arrangerad av Ultimate Fighting Championship (UFC) i Las Vegas i USA den 6 februari 2010.

## Bakgrund
Huvudmatchen var mellan de båda UFC Hall of Fame-medlemmarna och före detta tungviktsmästarna Randy Couture och Mark Coleman. Couture och Coleman skulle egentligen ha mötts på UFC 17 i maj 1998 men den gången tvingades Coleman lämna återbud på grund av skada.
Vinnaren i matchen mellan Nate Marquardt och Chael Sonnen blev innan galan lovad en titelmatch mot vinnaren i matchen mellan den regerande mästaren i mellanvikt Anderson Silva och utmanaren Vitor Belfort. Silva och Belfort skulle egentligen ha mötts på UFC 109 men matchen sköts upp eftersom Silvas återhämtning efter en armbågsoperation tagit längre tid än beräknat.
En match mellan Antonio Rogerio Nogueira och Brandon Vera tvingades ställas in efter att Nogueira skadat sig några månader innan galan. Paulo Thiago skulle egentligen ha mött The Ultimate Fighter-alumnen Josh Koscheck men denna tvingades lämna återbud på grund av skada, Thiago fick istället möta Mike Swick.

## Bonusar
En bonus på $60 000 delas ut till Kvällens match, Kvällens knockout samt Kvällens submission.
- Kvällens match: Nate Marquardt mot Chael Sonnen
- Kvällens knockout: Matt Serra
- Kvällens submission: Paulo Thiago

### Webbkällor
- ”UFC 109 Results and Live Play-by-Play”. sherdog.com. http://www.sherdog.com/news/articles/UFC-109-Results-and-Live-Play-by-Play-22427. Läst 31 mars 2011.

### Fotnoter
1. 1 2  ”"UFC 109: Relentless" draws offical attendance of 10,753 for $2.27 million gate”. mmajunkie.com. Arkiverad från originalet den 30 juni 2012. https://archive.is/20120630015354/http://mmajunkie.com/news/17963/ufc-109-relentless-draws-offical-attendance-of-10753-for-2-27-million-gate.mma. Läst 31 mars 2011.
2. ↑  ”UFC Learns the Hard Way That Title Fights = PPV Buys”. cagepotato.com. http://www.cagepotato.com/ufc-learns-hard-way-title-fights-ppv-buys/. Läst 31 mars 2011.
3. ↑  ”Couture-Coleman Slated for UFC 109”. sherdog.com. http://www.sherdog.com/news/news/Couture-Coleman-Slated-for-UFC-109-21002. Läst 31 mars 2011.
4. ↑  ”Dana White: UFC 109 co-headliners Marquardt and Sonnen fighting for title shot”. mmajunkie.com. Arkiverad från originalet den 25 maj 2012. https://archive.is/20120525144333/http://mmajunkie.com/news/17816/dana-white-ufc-109-co-headliners-marquardt-and-sonnen-fighting-for-title-shot.mma. Läst 31 mars 2011.
5. ↑  ”Silva vs. Akiyama uncertain for UFC 110; St-Pierre vs. Hardy targeted instead?”. mmajunkie.com. Arkiverad från originalet den 25 maj 2012. https://archive.is/20120525144331/http://mmajunkie.com/news/16947/silva-vs-akiyama-uncertain-for-ufc-110-st-pierre-vs-hardy-instead.mma. Läst 31 mars 2011.
6. ↑  ”Anderson Silva's recovery slow, not fighting Vitor Belfort at UFC 109”. mmajunkie.com. Arkiverad från originalet den 25 maj 2012. https://archive.is/20120525144333/http://mmajunkie.com/news/17020/anderson-silvas-recovery-slow-not-fighting-vitor-belfort-at-ufc-109.mma. Läst 31 mars 2011.
7. ↑  ”"Little Nog" out of UFC 109; Brandon Vera vs. Jon Jones targeted for March 31”. mmajunkie.com. Arkiverad från originalet den 25 maj 2012. https://archive.is/20120525144334/http://mmajunkie.com/news/17230/little-nog-out-of-ufc-109-brandon-vera-vs-jon-jones-targeted-for-march-31.mma. Läst 31 mars 2011.
8. ↑  ”Mike Swick Replaces Josh Koscheck, Will Face Paulo Thiago at UFC 109”. mmafighting.com. http://www.mmafighting.com/2009/12/28/mike-swick-replaces-josh-koscheck-will-face-paulo-thiago-at-ufc/. Läst 31 mars 2011.
9. ↑  ”UFC 109 bonuses: Sonnen, Marquardt, Thiago, and Serra earn $60K each”. mmajunkie.com. Arkiverad från originalet den 25 maj 2012. https://archive.is/20120525144336/http://mmajunkie.com/news/17855/ufc-109-bonuses-sonnen-marquardt-thiago-and-serra-earn-60k-each.mma/. Läst 31 mars 2011.